# Eriococcus danthoniae
Eriococcus danthoniae är en insektsart som beskrevs av William Miles Maskell 1891. Eriococcus danthoniae ingår i släktet Eriococcus och familjen filtsköldlöss. Inga underarter finns listade i Catalogue of Life.